# Adamoli-Cattani
Adamoli-Cattani – włoski samolot myśliwski z okresu po I wojnie światowej.

## Historia
Samolot został opracowany dwóch włoskich konstruktorów Carlo Adamoliego i Enea Cattaniego. Był to najmniejszy włoski samolot myśliwski. 
Samolot był dwupłatem o konstrukcji całkowicie drewnianej i został wyposażony w najnowocześniej wówczas silnik gwiazdowy „Le Rhône” o mocy teoretycznej 200 KM. Budowę jego prototypu rozpoczęto w wytwórni „Farina” w Turynie, a potem kontynuowano w wytwórni „Officine Moncenisio” w Condove, gdzie ostatecznie zbudowano jego prototyp w 1918 roku.
Po poddaniu go próbom fabrycznym okazało się, że silnik nie spełnia wymagań i osiąga moc 160 KM. Co powodowało, że samolot miał duży niedobór mocy. W związku z tym ostatecznie zrezygnowano z dalszych prac nad nim. 

## Użycie w lotnictwie
Prototyp samolotu Adamoli-Cattani był używany tylko do prób fabrycznych. 

## Opis techniczny
Samolot Adamoli-Cattani był dwupłatem o konstrukcji całkowicie drewnianej. 
Kadłub miał konstrukcję kratownicową, krytą płótnem. Płaty górny i dolne różniły się długością, połączone były kratownicom, przy czym była ona wykonana ze sztywnych rurek, co było nowością. Z przodu kadłuba był umieszczony silnik gwiazdowy, chłodzony powietrzem, a za nim jednomiejscowa kabina pilota. W kadłubie umieszczone były dwa karabiny maszynowe kal. 7,7 mm.
Podwozie było stałe, klasyczne z płetwą ogonową. 
Napęd stanowił silnik gwiazdowy, 9-cylindrowy, o teoretycznej mocy 200 KM. 